# 瓦約帕塔區

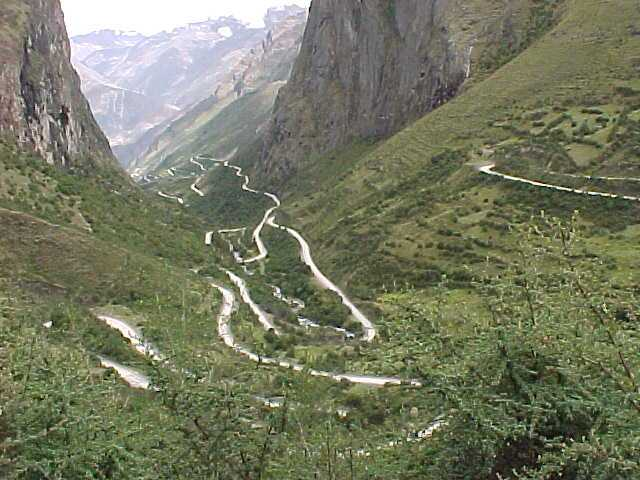

瓦約帕塔區（西班牙語：Distrito de Huayopata），是秘魯的一個區，位於該國南部庫斯科大區的拉孔本西翁省，始建於1857年1月2日，面積524.02平方公里，海拔高度1,650米，2005年人口5,518，人口密度每平方公里11人。